# Herbertia
Herbertia  (лат.) — род паразитических наездников из семейства Pteromalidae (Chalcidoidea) отряда перепончатокрылые насекомые, в составе подсемейства Herbertiinae. 8 видов. Тропическая и субтропическая группа (1 вид в Европе). Паразитоиды двукрылых насекомых из семейства минирующие мушки (Agromyzidae, Diptera). Хозяевами Herbertia wallacei являются мухи Phytomyza ilicicola, а вида Herbertia indica — мухи видов Liriomyza sp., Liriomyza trifolii, Melanagromyza sp., Tropicomyia coffeae.

## Систематика
Род Herbertia первоначально был выделен в отдельное подсемейство Herbertiinae Bouček, 1988, которое наряду с Cleonyminae, Cerocephalinae и Spalangiinae рассматривается одной из анцестральных ветвей в составе семейства Pteromalidae.
В 2018 году были описаны 2 рода и вида (Exolabrum vannoorti Burks, 2018, из West Coast Fossil Park Южной Африки, и ископаемый Versolabrum coriaceum Burks & Krogmann, 2018 из Балтийского янтаря), включённых в подсемейство Herbertiinae.
- Herbertia brasiliensis Ashmead, 1904 — Бразилия
- Herbertia howardi Ashmead, 1904 — Бразилия, Мексика
- Herbertia indica Burks, 1959 — Индия, Малайзия, Китай, Шри-Ланка
- Herbertia lucens Howard, 1894 — Гренада, Сент-Винсент и Гренадины typus
- Herbertia malabarica Narendran, 2006 — Индия (Керала)[8]
- Herbertia nipponica Burks, 1959 — Япония
- Herbertia setosa Dodd, 1915 — Австралия
  - =Tetracampoides setosus Dodd, 1915
  - =Trydymiformis australiensis Girault, A.A. 1915
- Herbertia wallacei Burks, 1959 — Европа (Румыния), Азия (Казахстан), Северная Америка (Мексика, США)